# Zuidwest-Saksisch voetbalkampioenschap 1913/14
In 1913/14 werd het negende voetbalkampioenschap van Zuidwest-Saksen gespeeld, dat georganiseerd werd door de Midden-Duitse voetbalbond. Chemnitzer BC werd kampioen en plaatste zich zo voor de Midden-Duitse eindronde, de club versloeg Concordia Schneeberg met 14:0, Zwickauer SC met 2:0, Dresdner Fußballring met 1:2 en verloor dan in de halve finale met 2:6 van SpVgg 1899 Leipzig. 
Vereinigter Chemnitzer SC nam terug de naam Chemnitzer SC aan, van voor de fusie. 

## 1. Klasse
| Plaats | Club                       | Wed. | W  | G | V  | Saldo | Ptn.  |
| ------ | -------------------------- | ---- | -- | - | -- | ----- | ----- |
| 1.     | Chemnitzer BC 1899         | 14   | 12 | 1 | 1  | 57:19 | 25:3  |
| 2.     | FC Sturm 1904 Chemnitz     | 14   | 10 | 0 | 4  | 51:17 | 20:4  |
| 3.     | FC Hellas Chemnitz         | 14   | 6  | 4 | 4  | 41:26 | 16:12 |
| 4.     | Mittweidaer FC 1899        | 14   | 6  | 4 | 4  | 31:23 | 16:12 |
| 5.     | SC Reunion 1901 Chemnitz   | 14   | 5  | 1 | 8  | 16:35 | 11:17 |
| 6.     | SC 1900 Chemnitz           | 14   | 4  | 2 | 8  | 16:36 | 10:18 |
| 7.     | FC Germania 1897 Mittweida | 14   | 4  | 2 | 8  | 30:47 | 10:18 |
| 8.     | Mittweidaer BC 1896        | 14   | 2  | 0 | 12 | 13:52 | 4:24  |

|  | Kampioen, geplaatst voor Midden-Duitse eindronde |